# مغامرات فى اسطنبول (فلم)
مغامرات في اسطنبول فيلم أكشن تركي للمخرج التركي خلقي سانر لعام 1965، القصة والسيناريو والحوار للكاتب المصري عبد الحي أديب. الفيلم من بطولة فريد شوقي وفريدة ورافت طرنزاي  وتدور الأحداث حول شاب مصري يتصدي لكشف أسرار جريمة قتل تحدث خارج إحدى نوادي القمار بإسطانبول.
صدر الفيلم إلى دور العرض التركية في أول يناير 1965.
منح موقع قاعدة بيانات الأفلام العربية «السينما.كوم» الفيلم درجة 5.8/ 10.

## طاقم التمثيل
فريد شوقي: في دور فريد
فريده: في دور المغنية نرمين
رافت طرنزاي: في دور عمر السواح (صديق فريد التركي)
بالاشتراك مع: جانيت شاكاي – كوليت أورسواي.

## أحداث الفيلم
يحاول الشاب التركي عمر السواح (رافت طرنزاي) دخول نادي قمار ولكن حارس  باب النادي يمنعه لأنه لا يرتدي الملابس الرسمية، ويتصادف مرور الشاب المصري فريد (فريد شوقي) ويشاهد معاملة الحارس السيئة فيتدخل لنصرة عمر. يبدأ عمر في اللعب والفوز بينما، وعلى طاولة أخرى، يخسر فريد في لعب القمار لصالح لاعب قمار يمارس الخداع مما يجعل فريد يتعارك معه ويخرج مع عمر وقد أسترد ماله بالإضافة لمال اللاعب المخادع وخارج نادي القمار يجد الثنائي عمر وفريد جثة جلال الذي كان يلعب القمار وطعنة قاتلة في صدره، ويقف فريد لمعاينة الجثة ويخرج من جيب معطف المقتول مفكرة صغيرة يقرر الاحتفاظ بها لتدله على القاتل. تظهر سيارة وبداخلها رجال يطلقون النار على فريد وعمر، ولكن لا يتسبب اطلاق الرصاص في اصابة فريد وعمر.
تبدأ رحلة البحث عن القاتل وتقودهم مفكرة جلال إلى كباريه الوردة الحمراء ومالك الكباريه كنعان وهو رجل مصاب بالشلل ويتحرك بكرسي متحرك، ويعرف فريد أن كنعان هو أقرب أصدقاء جلال ولا يدري بمقتل صديقه، وتظهر المغنية الجميلة نرمين (فريدة) التي تعجب بفريد وتعرض مساعدتها لمعرفة قاتل جلال. يظهر أيضا الساحر حسن الذي يقدم فقرة السحر بالكباريه. ينصح الجميع بالبحث عن القاتل في نادي للقمار غير مرخص يديره عفيفي، وهناك يشتبك فريد في صراع مع مالك النادي وعصابته ويسارع فريد وعمر بالهرب ومن خلفهم عصابة عفيفي تطلق عليهم الرصاص. يعود فريد للبحث في نادي القمار ليجد عفيفي جثة هامدة وهو مطعون بسكين. يكتشف فريد أسماء شخصيات يحتاج لمقابلتهم لمعرفة سر القتل والطعن المتكرر، ويقرر السفر بصحبة عمر إلى القاهرة لمقابلة عصمت التي كانت عشيقة جلال. يودع المغنية نرمين ويسافر إلى القاهرة وهناك تنصحه عشيقة جلال بالبحث عن الراقصة نادية التي تعمل في كباريه الوردة الحمراء. يلتقي فريد بالراقصة في الكباريه وتطلب منه الحضور إلى بيتها بعد إنهاء عملها. يذهب فريد حسب الموعد ليجد الراقصة مقتولة، ويدرك فريد أن حل اللغز في إسطنبول حيث وجد نصف لوحة كان شاهد نصفها الآخر لدى الساحر حسن في إسطنبول.
تتكشف الحقيقة في كباريه كنعان الذي يظهر أنه يدعي الشلل، ويهاجم رجال كنعان فريد ولكنه يتغلب عليهم، بينما يعترف كنعان بجرائمه، وتظهر شخصية فريد الحقيقية ويعلن أنه ضابط شرطة.

## الإنتاج
كان المخرج اللبنانى من أصول تركية «سيف الدين شوكت» هو صاحب فكرة الخروج إلى تركيا بعد حرب 1967 وتقديم أعمال سينمائية مشتركة تضم ممثلين من العرب والأتراك. وكانت البداية من إخراجه وفيلم «غرام في إسطنبول» من بطولة السورى دريد لحام الذي حقق نجاحاً في تركيا، وكان «فريد شوقى» واحد من المتحمسين للمشاركة في السينما التركية إنتاجا وتمثيلا، وحقق فيلم «عثمان الجبار»، بطولة فريد شوقى مع النجم التركى مراد سويدان والنجمة التركية الأهم في ذلك الوقت «هوليا كوتشيت»، نجاحاً غير مسبوق في دور العرض التركية. وذاعت شهرة فريد شوقى تحديداً بين الأتراك بسبب ذلك الفيلم، نتيجة لإعجابهم بقدراته التمثيلية كنجم «أكشن» وحصل عن دوره في الفيلم، على جائزة البرتقالة الذهبية كأفضل ممثل مساعد في مهرجان أنطاليا السينمائى العام 1969. ليكون أول ممثل أجنبى يحصد الجائزة في المهرجان الأهم في تركيا.
بدأ الجمهور التركي بحجز مقاعده لمشاهدة الفنان المصري، فريد شوقي، في بطولة أفلام من إنتاج تركي مصري مشترك. وحينها، كان تُصنَع من الفيلم نسختان، إحداها مصرية، والأخرى تركية، تتم فيها دبلجة صوت 'وحش الشاشة' باللغة التركية. تمسك فريد شوقي عندما عُرِض عليه الاستقرار في تركيا وتقديم أفلام تركية، بأن يكون التأليف والإخراج مصريّاً. وهو ما حدث بالفعل في معظم أفلامه التركيّة، لا سيما التأليف الذي تصدى له الفنان السيناريست، عبد الحي أديب. وظل فريد شوقي يقدم الأفلام التركية لأكثر من 10 سنوات. ونالت شهرة وانتشاراً واسعاً في تركيا، تعادل مثيلتها في العالم العربي.
تم تصوير الفيلم بين القاهرة وإسطنبول، ويحكى عن فريد الضابط الذي يذهب إلى تركيا مخفيا هويته الحقيقية لحل لغز جريمة قتل

## روابط خارجية
- مقالات تستعمل روابط فنية بلا صلة مع ويكي بيانات